# Questione di Kaliningrad

Localizzazione dell'Oblast' di Kaliningrad in Europa

La questione di Kaliningrad (in russo Калининградский вопрос?) è una questione politica che riguarda lo status dell'Oblast' di Kaliningrad, exclave della Federazione russa, e il suo isolamento dal resto della regione baltica in seguito all'allargamento dell'Unione europea del 2004.
Nei media occidentali, la regione è spesso discussa in relazione al dispiegamento di sistemi missilistici, inizialmente come risposta al dispiegamento di sistemi di difesa missilistica in Polonia e in Cechia. La Russia considera la regione come un elemento vitale della sua capacità di proiettare potenza nella regione baltica.
Una posizione marginale considera anche la restituzione della provincia alla Germania dalla Federazione russa. La questione è per lo più ipotetica, in quanto il governo federale tedesco ha dichiarato di non avere alcuna pretesa su di essa e di aver formalmente rinunciato, nel diritto internazionale, a qualsiasi diritto sulle terre a est dell'Oder, ratificando il Trattato sullo stato finale della Germania.

## Storia
Kaliningrad, o Königsberg, ha fatto parte dell'Ordine teutonico, del Ducato di Prussia (per quasi 200 anni vassallo della Polonia), del Regno di Prussia e dell'Impero tedesco per 684 anni prima della seconda guerra mondiale. La regione storica della Prussia è stata originariamente abitata da tribù baltiche, gli antichi prussiani, la cui lingua è scomparsa nel XVIII secolo.
A partire dal tardo Medioevo, il territorio dell'attuale oblast' è stato popolato da tedeschi, lituani (soprattutto nella Lituania minore, nella metà orientale dell'oblast') e polacchi (in particolare a Königsberg, in polacco Królewiec, e nella fascia meridionale attuale con Zinten, in polacco Cynty, e Nordenburg, in polacco Nordenbork). L'oblast' comprende anche la parte orientale dello cordone litorale della Vistola, con il villaggio oggi abbandonato di Narmeln (in polacco Polski), che non ha fatto parte della Prussia Ducale ma del voivodato di Pomerania del Regno di Polonia, fino alla sua annessione da parte del Regno di Prussia durante la seconda spartizione della Polonia nel 1793.

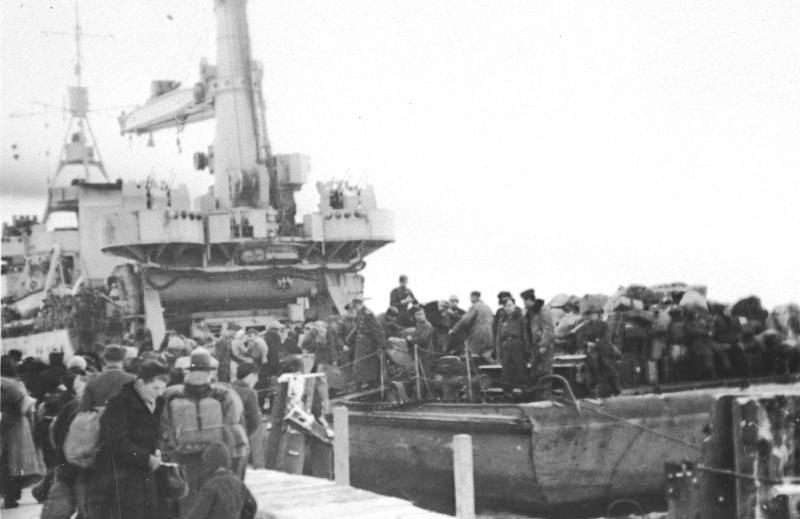
Profughi di Königsberg in fuga verso la Germania Ovest di fronte all’avanzata dell'Armata Rossa nel 1945

L'annessione dell'area di Königsberg e della Prussia Orientale alla Russia è diventata un obiettivo dichiarato dell'Unione Sovietica alla Conferenza di Teheran nel dicembre 1943. Nel 1945, alla fine della seconda guerra mondiale, la città è stata conquistata dall'Unione Sovietica, vincitrice della Battaglia di Königsberg. Come concordato dagli Alleati alla Conferenza di Potsdam, la Prussia Orientale settentrionale, compresa Königsberg, è stata assegnata all'URSS. In particolare, è diventata un'exclave della Repubblica Socialista Federativa Sovietica Russa (RSFSR), separata dal resto della repubblica dalle RSS lituana, lettone e bielorussa.
Le parti meridionali della Prussia Orientale sono tornate alla Polonia, come regioni storiche di Varmia, Masuria e Powiśle, precedentemente perse nel 1660 e nel 1772. In un primo momento, la fascia meridionale attuale è passata sotto controllo polacco, con un'amministrazione organizzata nei centri di Gierdawy e Iławka, ma l'amministrazione polacca è stata poi espulsa e l'area è stata annessa dall'Unione Sovietica, diventando parte dell'Oblast' di Kaliningrad. Nel 1946, il nome della città di Königsberg è stato cambiato in Kaliningrad.
Nell'ottobre 1945, nel territorio vivevano solo circa 5 000 civili sovietici. Tra ottobre 1947 e ottobre 1948, circa 100 000 tedeschi sono stati deportati forzatamente in Germania. Entro il 1948, sono arrivati circa 400 000 civili sovietici. Alcuni si sono trasferiti volontariamente, ma poiché il numero di coloni disponibili è risultato insufficiente, ai kolchoz (fattorie collettive) sono state imposte delle quote di persone da mandare a Kaliningrad. Spesso sono stati inviati individui considerati socialmente indesiderabili, come alcolizzati o persone prive di istruzione.
Negli anni Cinquanta, Nikita Khrushchev ha suggerito che la RSS Lituana dovesse annettere l'oblast' di Kaliningrad. Il leader del Partito Comunista lituano, Antanas Sniečkus, ha rifiutato l'offerta, poiché non voleva alterare la composizione etnica della sua Repubblica. Durante la tarda epoca sovietica, si sono diffuse voci secondo cui l'oblast' potesse essere trasformata in una patria per i tedeschi sovietici.
L'oblast' di Kaliningrad è rimasta parte dell’Unione Sovietica fino alla sua dissoluzione nel 1991, e da allora è diventata un'exclave della Federazione Russa. Dopo il crollo sovietico, alcuni discendenti degli espulsi e dei rifugiati hanno viaggiato nella città per riscoprire le proprie radici. Secondo il censimento russo del 2010, 7 349 tedeschi etnici vivono nell'oblast', rappresentando lo 0,8% della popolazione.
In Germania, lo status di Kaliningrad (Königsberg) è stato uno dei temi politici principali fino alla metà degli anni Sessanta, quando il discorso politico, cambiando, ha cominciato ad associare opinioni simili a un revisionismo di destra.
Secondo un articolo di Der Spiegel pubblicato nel 2010, nel 1990 il governo della Germania Ovest ha ricevuto un messaggio dal generale sovietico Geli Batenin, che ha offerto la restituzione di Kaliningrad. Il governo di Bonn non ha mai considerato seriamente l’offerta, poiché ha ritenuto la riunificazione con l'Est la sua priorità. Comunque, questa storia è stata poi smentita da Michail Gorbačëv.
Nel 2001, si è ipotizzato che l'Unione europea fosse in trattative con la Russia per organizzare un accordo di associazione con l'oblast' di Kaliningrad, in un periodo in cui la Russia non era in grado di ripagare un debito di 22 miliardi di sterline nei confronti di Berlino, fatto che avrebbe potuto conferire alla Germania una certa influenza sul territorio. Entrambe le parti hanno smentito le affermazioni riguardanti un "riacquisto" di Kaliningrad (Königsberg) o altri "accordi segreti".
Un'altra voce, pubblicata dal settimanale russo Nash Continent, ha sostenuto che Vladimir Putin ed Edmund Stoiber avessero concordato una restituzione graduale di Kaliningrad in cambio della rinuncia al debito di 50 miliardi di dollari della Russia verso la Germania.
Lo scoppio del conflitto russo-ucraino e il peggioramento dei rapporti tra la Russia e l'Occidente hanno riportato l'oblast' di Kaliningrad al centro dell'attenzione. In seguito all'annessione della Crimea da parte della Russia nel 2014, alcuni osservatori hanno proposto che l'oblast' di Kaliningrad dovesse essere restituita all'Occidente. The Baltic Times ha proposto che l'Occidente prendesse Kaliningrad dalla Russia in cambio del riconoscimento della sua rivendicazione sulla Crimea. Questa proposta è stata citata in diversi articoli accademici. Alcuni osservatori hanno anche notato che la rivendicazione russa sulla Crimea ha indebolito le sue pretese territoriali altrove, in particolare su Kaliningrad.
Alcuni mesi dopo l'invasione russa dell'Ucraina del 2022, la Lituania ha cominciato ad attuare le sanzioni dell'Unione Europea, bloccando circa il 50% delle merci importate via ferrovia nell'oblast' di Kaliningrad, escludendo alimentari, medicine e trasporto passeggeri. La Russia ha protestato contro le sanzioni e ha annunciato che avrebbe aumentato le spedizioni via mare. La Lituania ha revocato le sanzioni ferroviarie un mese dopo.

## Sostegno all'indipendenza
Sin dall'inizio degli anni novanta del XX secolo, movimenti locali hanno avanzato proposte volte all'indipendenza dell'Oblast' di Kaliningrad dalla Federazione russa e alla creazione di un "quarto Stato baltico".
Il Partito repubblicano baltico è stato fondato il 1º dicembre 1993 con l'obiettivo di fondare una repubblica baltica autonoma, ripristinando il nome Königsberg.
Il partito è stato infine bandito dalla partecipazione alle elezioni dalle autorità del Cremlino nel 2003, a causa di una legge elettorale che vietava tutti i partiti regionalisti, richiedendo ai partiti di avere sedi in almeno la metà dei soggetti federali della Russia.

## Sostegno per l'irredentismo
Inesis Feldmanis, direttore della Facoltà di Storia e Filosofia dell'Università della Lettonia, ha affermato che l'annessione di Kaliningrad da parte dell'Unione Sovietica è stato "un errore della storia".
Il Movimento Freistaat Preußen, una delle propaggini più attive del Movimento Reichsbürger, considera il governo russo (e tedesco) illegittimo e si considera il legittimo sovrano della regione. Dal 2017, il movimento è diviso in due fazioni concorrenti, una con sede a Königsfeld, nella Renania-Palatinato, e l'altra a Bonn.

### In Lituania
Alcuni gruppi politici in Lituania rivendicano parti dell'oblast' di Kaliningrad comprese tra i fiumi Pregel e Nemunas (un’area conosciuta come Lituania minore), ma hanno poca influenza. Linas Balsys, un ex deputato del parlamento lituano, ha sostenuto che lo status dell’enclave dovrebbe essere discusso a livello internazionale.
Nel 1994, l'ex capo di Stato lituano Vytautas Landsbergis ha invocato la separazione e la "decolonizzazione" di Kaliningrad dalla Russia. Nel dicembre 1997, il parlamentare lituano Romualdas Ozolas ha espresso l'opinione che Kaliningrad dovrebbe diventare una repubblica indipendente.
Dopo l'annessione della Crimea alla Russia nel 2014, l'analista politico Laurynas Kasčiūnas ha chiesto di rivedere l'Accordo di Potsdam, sostenendo che i residenti di Kaliningrad dovrebbero sostenere un referendum per separarsi dalla Russia.
L'idea di una rivendicazione lituana è stata respinta dai media russi, persino dal quotidiano liberale Novaja Gazeta, che l'ha liquidata come una "fantasia geopolitica".

### In Polonia
Più che di irredentismo polacco sull'Oblast' di Kaliningrad, un'annessione polacca della regione è stata menzionata dai media russi, che hanno accusato le autorità polacche di prepararsi a incorporare la regione. Queste accuse sono scaturite dai commenti online dei lettori di un articolo pubblicato dal quotidiano polacco Gazeta Wyborcza: mentre l'articolo in sé non menzionava alcun presunto desiderio di annessione polacco, i commenti suggerivano che l'Oblast' di Kaliningrad dovesse appartenere alla Polonia. I media pro-Cremlino, come Pravda.ru, hanno riportato in modo fuorviante la notizia come un tentativo del governo polacco di annettere la regione. Stanisław Żaryn, portavoce del Ministro polacco coordinatore dei servizi speciali, ha respinto le accuse come "fake news".

### In Bielorussia
Nel 2019, il presidente bielorusso Aljaksandr Lukašėnka, facendo un parallelo con l'annessione della Crimea da parte della Russia nel 2014, ha suggerito che l'oblast' di Kaliningrad potrebbe diventare bielorusso con il nome di "Borussia" (in cirillico: Барусія?).

### Tentativi di reinsediamento tedesco
Nel corso degli anni novanta del XX secolo, alcune organizzazioni con legami con la politica di estrema destra in Germania iniziarono a raccogliere fondi per acquistare terreni nell'Oblast' di Kaliningrad, allo scopo di favorire l'insediamento di tedeschi etnici nella regione. In particolare, la Gesellschaft für Siedlungsförderung in Trakehnen tentò di stabilire un insediamento a Jasnaja Poljana, conosciuta in tedesco come Trakehnen. Un gruppo separato, legato al terrorista condannato Manfred Roeder, raccoglieva donazioni per costruire abitazioni per tedeschi etnici nel villaggio di Olkhovatka, nel rajon di Gusev, a est di Kaliningrad.
A Yasnaya Polyana/Trakehnen, la raccolta fondi da parte dell’organizzazione Aktion Deutsches Königsberg finanziò la costruzione di una scuola in lingua tedesca e abitazioni nel villaggio di Amtshagen. Furono acquistate e ristrutturate diverse case fatiscenti; vennero importati nel villaggio trattori, camion, materiali da costruzione e macchinari. Gli stipendi relativamente alti attirarono nuovi abitanti, e la popolazione tedesca etnica aumentò a circa 400 unità. La maggior parte degli abitanti erano tedeschi etnici provenienti dal Caucaso e dal Kazakistan, piuttosto che i rimpatriati, o i loro discendenti. Alcuni di questi tedeschi etnici, secondo alcune fonti, non parlavano tedesco e/o erano stati respinti come immigrati in Germania a causa di prove insufficienti sulla loro ascendenza tedesca. Nel 1998 iniziò la costruzione di un secondo insediamento alla periferia di Trakehnen, chiamato Agnes-Miegel-Siedlung.
Inizialmente, i rapporti tra l'amministrazione locale russa e il progetto di Trakehnen furono cordiali, ma le attività del gruppo furono successivamente soppresse dal governo russo dopo essere state pubblicizzate dai media tedeschi. A Dietmar Munier, l'iniziatore del progetto, fu vietato l'accesso nell'Oblast' di Kaliningrad. Nel 2006, vendette la sua quota nell'associazione a un certo Alexander Mantai, che trasformò l'iniziativa in un'impresa a scopo di lucro ed espulse i coloni originali. L'associazione fu liquidata nel 2015 per violazioni della legge russa sulle ONG.

### Oblast' autonoma ebraica
Gruppi di ebrei russi suggerirono negli anni novanta del XX secolo di trasferire l'oblast' autonoma ebraica, situata nella Siberia Orientale (dove Stalin deportava gli intellettuali ebrei "indesiderabili" e dove oggi vivono solo 1 628 ebrei, meno dell'1% della popolazione dell'oblast), nell'oblast' di Kaliningrad, dove storicamente vivevano i loro antenati.

Il valore simbolico di questa proposta era forte, poiché si trattava della regione di Immanuel Kant e di un territorio strappato ai nazisti, e le opportunità economiche erano migliori rispetto alla paludosa taiga siberiana. Il governo russo respinse questa proposta.

## Posizioni ufficiali
Sebbene nel 2001 siano stati avviati negoziati su un possibile accordo commerciale tra la Russia e l'Unione europea, che avrebbe posto l'exclave nella sfera d'influenza economica della Germania, l'allora governo tedesco ha dichiarato di non avere alcun interesse a recuperare l'Oblast' di Kaliningrad. Anche i governi di Polonia e Lituania riconoscono Kaliningrad come parte integrante della Russia, così come l’Unione Europea.
La Germania ha formalmente rinunciato a qualsiasi pretesa territoriale sull'ex Prussia Orientale nell'ambito del Trattato sullo stato finale della Germania che ha portato alla riunificazione tedesca. Nel luglio 2005, il cancelliere tedesco Gerhard Schröder dichiarò che «nel suo cuore [la città] si chiamerà sempre Königsberg», pur affermando che la Germania non avanzava alcuna rivendicazione territoriale. Secondo Ulrich Speck, la prospettiva di una restituzione di Kaliningrad alla Germania non gode di alcun sostegno all’interno del Paese, nemmeno tra i gruppi nazionalisti più marginali.
Nel 2004, il politico tedesco Jürgen Klimke rivolse un’interrogazione al governo federale sulla possibilità di istituire una euroregione lituano-russo-polacca, da denominare "Prussia". Il promotore dell'iniziativa negò qualsiasi intento revanscista legato alla proposta.
Dopo il crollo dell'Unione Sovietica, la sovranità russa su Kaliningrad non è stata contestata da alcun governo, anche se alcuni gruppi in Lituania hanno invocato l’annessione della provincia o di sue porzioni.
La Polonia, dal canto suo, non ha mai avanzato rivendicazioni su Kaliningrad ed è considerata poco incline a farlo, in quanto beneficiaria principale della Conferenza di Potsdam, che definì anche lo status dell’exclave.